# 화동중학교 (강원)
화동중학교(華東中學校)는 대한민국 강원특별자치도 정선군 화암면 화암리에 있는 공립 중학교이다.

## 학교 연혁
- 1954년 5월 10일 : 화동중학교 설립인가
- 1954년 6월 30일 : 초대 오남용 교장 부임
- 1954년 11월 1일 : 개교식 거행
- 1955년 3월 4일 : 제1회 졸업식 거행
- 1975년 1월 25일 : 6학급 승인
- 1983년 3월 1일 : 화동국민학교 화동중학교 병설 인가
- 1991년 3월 1일 : 화동초.중 병설학교 분리
- 2023년 12월 29일 : 제70회 졸업식(졸업생 10명, 총 2,955명)
- 2024년 9월 1일 : 제42대 이낙현 교장 부임

## 참고 자료
- 화동중학교 - 한국교육학술정보원 학교알리미